# مبانی امضای رقومی

## مبانی امضا رقمی
جعل توسط گیرنده :گیرنده میتواند یک پیام جعلی را بسازد.
انکار توسط فرستنده:فرستنده میتواند پیام فرستاده شده را منکر شود.

ویژگی های امضای رقمی
1. امکان تصدیق هویت فرستنده
2. تضمین عدم تغییر محتویات پیام
3. امکان تصدیق توسط طرف سوم(در صورت بروز اختلاف)

نیازمندی ها

رشته بیتی تولید شده وابسته به پیام اصلی باشد.
از اطلاعات منحصر به فرستنده استفاده شود.
به سادگی محاسبه شودو فضای کمی برای ذخیره نیاز داشته باشد.
جعل آن از نظر محاسباتی دست نیافتنی باشد.
امضا رقمی صرفا بر رمزنگاری نامتقارن مبتنی است.
امضای رقمی
مستقیم
فقط دو طرف ارتباط دخیل هستند.
ضعف به امنیت کلید خصوصی وابسته است.
فرستنده میتواند ارسال پیام را انکار کند.
با واسط
وجود یک سوم شخص مشکل تعلق پیام به فرستنده را بر طرف میکند.
امکان مراجعه به شخص سوم در صورت بروز اختلاف.

## استانداردهای امضای رقمی
- DSS استاندارد شده توسط NIST FIPS 186
  - مشهورترین استاندارد امضای رقمی محسوب میشود.
- RSA Digital signature

## زیر ساخت کلید عمومی PKI

### مبانی PKI
نکته اصلی در رمزنگاری نامتقارن:
"چه کسی کلید خصوصی متناظر با یک کلید عمومی دارد؟"
در پاسخ به پیام باید مطمئن که دریافت کننده همان است که مورد نظر ماست
برای هر کلید عمومی باید یک گواهی از یک مرجع معتبر وجود داشته باشد که متضمن تعلق آن به یک فرد باشد
بنابراین نیاز به زیر ساختی برای صدور گواهی و وارسی آن داریم که زیر ساخت کلید عمومی
PKI نام دارد.